# Plutón (geología)

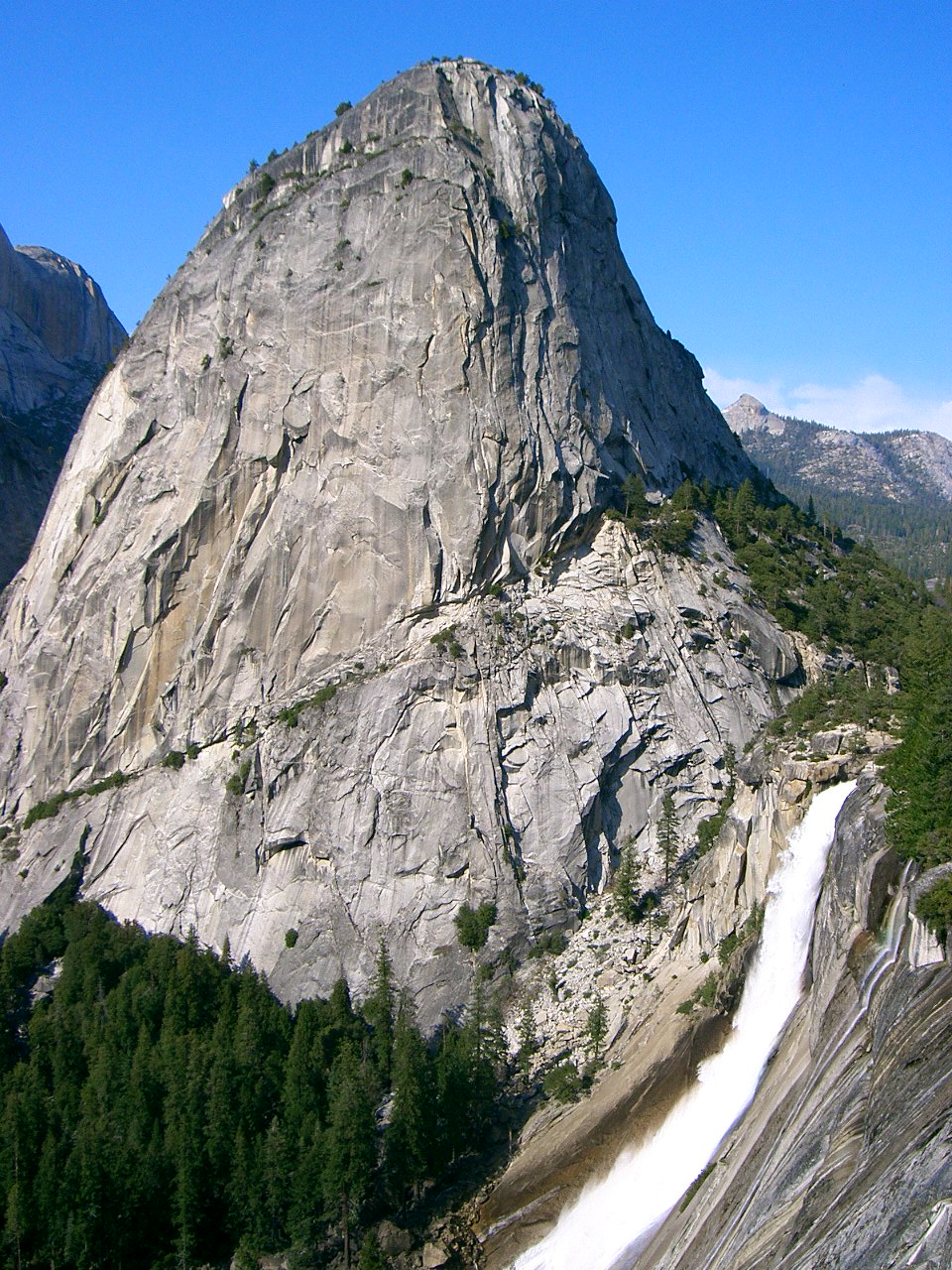
Liberty Cap: Masa de roca aflorante tras la elevación tectónica y posterior exhumación por erosión de un plutón granítico (Parque nacional de Yosemite, Estados Unidos).

En geología, un plutón es una gran masa de rocas plutónicas encajada en la corteza terrestre, procedente del ascenso de magma fundido desde grandes profundidades, que se ha enfriado y cristalizado paulatinamente, antes de llegar a la superficie.
Un plutón es una intrusión que puede ser muy grande, de hasta varios kilómetros, dentro de la roca encajante. La mayoría de las veces el magma se ha solidificado a profundidades de hasta 10 km, circunstancia a la cual se debe que solo sean visibles en aquellos casos en que la tectónica ha elevado esa zona de la corteza y ha actuado la erosión. Los más característicos son los batolitos y los lacolitos.